# Henrih Mhitarján
Henrih Mhitarján vagy Henrih Hamleti Mhitarján (Jereván, Szovjetunió, 1989. január 21. –) örmény válogatott labdarúgó, az Internazionale játékosa.

## Pályafutása

### Klubcsapatokban
Mhitarján 2005-ben csatlakozott a Pjunik Jerevan csapatához, majd egy évvel később, 2006-ban, 17 évesen mutatkozott be a felnőttek között. Négy idényt töltött a Pjuniknál, ez idő alatt négy bajnoki címet, két szuperkupát, és egy kupagyőzelmet ünnepelhetett csapatával. Összességében 70 bajnoki mérkőzésen harminc gólt szerzett. 2009-ben az ukrán Metalurh Doneckhez igazolt.
Mindössze egy idényt töltött itt, 37 bajnokin 12 gólt szerzett, majd 2010 augusztusában szerződtette a FK Sahtar Doneck, mint egy 7 és fél millió euróért.
Szeptember 10-én mutatkozott be új csapatában bajnoki mérkőzésen, majd nyolc nap múlva a nemzetközi porondon is debütált. Első idénye igen sikeresnek mondható, a Sahtar odahaza mindhárom jelentős trófeát elhódította. A következő idényben a bajnoki címet, és a kupát is megszerezte csapatával, valamint a klub szurkolói őt választották az év játékosának.
2013. június 25-én a Borussia Dortmund 23 millió eurót kínált az ukrán klubnak, de ezt ők nem fogadták el, mivel ők 30 millió eurót kérnek a játékosért. július 8-án hivatalosan bejelentették, hogy 2017. június 30-ig írt alá és a 10-es mezszámot kapta meg. Mhitarján 27.5 millió euróval Márcio Amoroso átigazolási klubrekordját döntötte meg, akiért 2001-ben akkori német csúcsot jelentő 21.5 millió eurót fizetett ki a Dortmund. A felkészülési időszakban megsérült és egy hónapig nem állt Jürgen Klopp rendelkezésére. Augusztus 18-án mutatkozott be a bajnokságban az Eintracht Braunschweig ellen és végig a pályán maradt. Szeptember 1-jén megszerezte első két gólját a bajnokságban az Eintracht Frankfurt ellen. A 10. percben Jakub Błaszczykowski kiváló átadásából szerezte meg első gólját, majd az 56. percben Constant Djakpa eladta a labdát a sarokban, így Mhitarján ballal lőhetett Kevin Trapp kapujába kialakítva a 2–1-s végeredményt. Október 22-én a bajnokok ligájában az angol Arsenal ellen megszerezte nemzetközi porondon is az első gólját a Dortmund színeiben. A klubnál töltött szezonjai alatt 140 tétmérkőzésen lépett pályára és ezeken 40 gólt szerzett, valamint 49 gólpasszt is kiosztott.
2016. július 2-án a Dortmund hivatalos honlapján jelentette be, hogy az angol Manchester United ajánlatát elfogadták a játékosért. 3é millió fontért szerződtették és négyéves szerződést kötött az angol klubbal és a megállapodás kölcsönös elégedettség esetén újabb egy évvel meghosszabbítható. Ő lett az első örmény, aki az angol élvonalba szerződött. Augusztus 7-én a Leicester City elleni szuperkupa mérkőzésen debütált, a 93. percben váltotta Juan Matát. Egy héttel később a bajnokságban a Bournemouth ellen a 75. percben ismét Matát váltotta, ezzel az első örményi lett aki pályára is lépett az angol első osztályban. December 8-án az Európa-ligában az ukrán Zorja Luhanszk ellen megszerezte első gólját, a 48. percben egyéni akció után volt eredményes. Négy nappal később a bajnokságban is eredményes tudott lenni a Tottenham Hotspur elleni találkozón. Az Európa-liga döntőben Mata szögletét követően Chris Smalling emelkedett a legjobb ütemben, a földre lefejelt labdáját pedig Mhitarján a kapunak háttal állva a hálóba lőtte. A mérkőzést a holland AFC Ajax ellen 2–0-ra megnyerték és ezzel ő lett az első örményi, aki megnyerte a kupát. 2018. január 22-én az Arsenal és a Manchester United is bejelentette, hogy Alexis Sánchez Manchesterbe igazolt, cserébe Mhitarján a londoni klubhoz írt alá és mindkét játékos négy és fél éves szerződést kötött új csapatával.
2019. szeptember 2-án az olasz AS Roma hivatalos honlapján jelentette be, hogy a 2019–2020-as szezont náluk tölti kölcsönben.
2020 nyarán az olasz csapat végleg megvásárolta játékjogát az Arsenaltól. 2022 júniusában jelentették be, hogy aláírt az Internazionale csapatához.

### A válogatottban
2007. január 14-én mutatkozott be a felnőtt válogatottban a panamai labdarúgó-válogatott elleni barátságos mérkőzésen. 2012. október 12-én az olaszok elleni mérkőzésen szerzett góljával ő lett a válogatott történelmében a legeredményesebb játékos, Artur Petrosyant előzte meg. 2016. május 29-én Guatemala ellen mesterhármast szerzett és három gólpasszt jegyzett a 7–1-re megnyert barátságos mérkőzésen.

## Nevének átírásai
- Örmény írás: Հենրիխ Մխիթարյան
- Angol változata: Henrikh Mkhitaryan
- Magyar változata: Henrih Mhitarján

## Sikerei, díjai
Pjunik Jerevan
- Örmény bajnok: 2006, 2007, 2008, 2009
- Örmény kupagyőztes: 2009
- Örmény labdarúgó-szuperkupa: 2007, 2008

FK Sahtar Doneck
- Ukrán bajnok: 2010–11, 2011–12, 2012–13
- Ukrán kupagyőztes: 2010–11, 2011–12, 2012–13
- Ukrán labdarúgó-szuperkupa: 2012

Borussia Dortmund
- DFL-Supercup: 2014

Manchester United
- Community Shield: 2016
- Ligakupa győztes:2016–2017
- Európa-liga győztes:2016–2017[39]

AS Roma
- UEFA Konferencia Liga: 2021–22

## Statisztika
Legutóbb 2019. szeptember 2-án lett frissítve.
| Klub              | Szezon           | Bajnokság             | Bajnokság | Bajnokság | Kupa    | Kupa  | Ligakupa | Ligakupa | Nemzetközi | Nemzetközi | Egyéb   | Egyéb | Összesen | Összesen |
| Klub              | Szezon           | Osztály               | Meccsek   | Gólok     | Meccsek | Gólok | Meccsek  | Gólok    | Meccsek    | Gólok      | Meccsek | Gólok | Meccsek  | Gólok    |
| ----------------- | ---------------- | --------------------- | --------- | --------- | ------- | ----- | -------- | -------- | ---------- | ---------- | ------- | ----- | -------- | -------- |
| FC Pjunik         | 2006             | Örmény Premier League | 12        | 1         | 0       | 0     | —        | —        | —          | —          | —       | —     | 12       | 1        |
| FC Pjunik         | 2007             | Örmény Premier League | 24        | 12        | 0       | 0     | —        | —        | 4          | 0          | —       | —     | 28       | 12       |
| FC Pjunik         | 2008             | Örmény Premier League | 24        | 6         | 5       | 3     | —        | —        | 2          | 0          | —       | —     | 31       | 9        |
| FC Pjunik         | 2009             | Örmény Premier League | 10        | 11        | 6       | 2     | —        | —        | —          | —          | —       | —     | 16       | 13       |
| FC Pjunik         | Összesen         | Összesen              | 70        | 30        | 11      | 5     | —        | —        | 6          | 0          | —       | —     | 87       | 35       |
| Metalurh Donetsk  | 2009–10          | Ukrán Premier League  | 29        | 9         | 2       | 0     | —        | —        | 6          | 4          | —       | —     | 37       | 13       |
| Metalurh Donetsk  | 2010–11          | Ukrán Premier League  | 8         | 3         | 0       | 0     | —        | —        | —          | —          | —       | —     | 8        | 3        |
| Metalurh Donetsk  | Összesen         | Összesen              | 37        | 12        | 2       | 0     | —        | —        | 6          | 4          | —       | —     | 45       | 16       |
| Sahtar Doneck     | 2010–11          | Ukrán Premier League  | 17        | 3         | 3       | 1     | —        | —        | 7          | 0          | —       | —     | 27       | 4        |
| Sahtar Doneck     | 2011–12          | Ukrán Premier League  | 26        | 10        | 4       | 1     | —        | —        | 6          | 0          | 1       | 0     | 37       | 11       |
| Sahtar Doneck     | 2012–13          | Ukrán Premier League  | 29        | 25        | 4       | 2     | —        | —        | 8          | 2          | 1       | 0     | 42       | 29       |
| Sahtar Doneck     | Összesen         | Összesen              | 72        | 38        | 11      | 4     | —        | —        | 21         | 2          | 2       | 0     | 106      | 44       |
| Borussia Dortmund | 2013–14          | Bundesliga            | 31        | 9         | 5       | 2     | —        | —        | 10         | 2          | 0       | 0     | 46       | 13       |
| Borussia Dortmund | 2014–15          | Bundesliga            | 28        | 3         | 6       | 1     | —        | —        | 7          | 0          | 1       | 1     | 42       | 5        |
| Borussia Dortmund | 2015–16          | Bundesliga            | 31        | 11        | 6       | 5     | —        | —        | 15         | 7          | —       | —     | 52       | 23       |
| Borussia Dortmund | Összesen         | Összesen              | 90        | 23        | 17      | 8     | —        | —        | 32         | 9          | 1       | 1     | 140      | 41       |
| Manchester United | 2016–17          | Premier League        | 24        | 4         | 3       | 1     | 2        | 0        | 11         | 6          | 1       | 0     | 41       | 11       |
| Manchester United | 2017–18          | Premier League        | 15        | 1         | 1       | 0     | 1        | 0        | 4          | 1          | 1       | 0     | 22       | 2        |
| Manchester United | Összesen         | Összesen              | 39        | 5         | 4       | 1     | 3        | 0        | 15         | 7          | 2       | 0     | 63       | 13       |
| Arsenal           | 2017–18          | Premier League        | 11        | 2         | 0       | 0     | 0        | 0        | 6          | 1          | —       | —     | 17       | 3        |
| Arsenal           | 2018–19          | Premier League        | 25        | 6         | 0       | 0     | 3        | 0        | 10         | 0          | —       | —     | 38       | 6        |
| Arsenal           | 2019–20          | Premier League        | 3         | 0         | —       | —     | —        | —        | —          | —          | —       | —     | 3        | 0        |
| Arsenal           | Összesen         | Összesen              | 39        | 8         | 0       | 0     | 3        | 0        | 16         | 1          | —       | —     | 58       | 9        |
| Roma              | 2019–20          | Serie A               | 1         | 1         | 0       | 0     | —        | —        | 0          | 0          | —       | —     | 1        | 1        |
| Karrier összesen  | Karrier összesen | Karrier összesen      | 344       | 116       | 45      | 18    | 6        | 0        | 96         | 23         | 5       | 1     | 497      | 156      |

### A válogatottban
2019. június 8-án lett frissítve.
| Örményország | Örményország    | Örményország |
| évek         | pályára lépések | Gólok        |
| ------------ | --------------- | ------------ |
| 2007         | 2               | 0            |
| 2008         | 5               | 0            |
| 2009         | 7               | 1            |
| 2010         | 5               | 3            |
| 2011         | 8               | 4            |
| 2012         | 8               | 2            |
| 2013         | 8               | 2            |
| 2014         | 7               | 4            |
| 2015         | 6               | 0            |
| 2016         | 5               | 3            |
| 2017         | 9               | 6            |
| 2018         | 10              | 1            |
| 2019         | 3               | 1            |
| összesen     | 83              | 27           |

### Góljai az örmény válogatottban
| #   | Dátum               | Helyszín                                                     | Pályára lépések | Ellenfél                | Gól | Eredmény | Verseny              |
| --- | ------------------- | ------------------------------------------------------------ | --------------- | ----------------------- | --- | -------- | -------------------- |
| 1.  | 2009. március 28.   | Vazgen Sargsyan Republican Stadium, Jereván, Örményország    | 9               | Észtország              | 1–0 | 2–2      | 2010-es vb-selejtező |
| 2.  | 2010. május 25.     | Vazgen Sargsyan Republican Stadium, Jereván, Örményország    | 15              | Üzbegisztán             | 1–0 | 3–1      | Barátságos mérkőzés  |
| 3.  | 2010. október 8.    | Vazgen Sargsyan Republican Stadium, Jereván, Örményország    | 18              | Szlovákia               | 3–1 | 3–1      | 2012-es eb-selejtező |
| 4.  | 2010. október 12.   | Vazgen Sargsyan Republican Stadium, Jereván, Örményország    | 19              | Andorra                 | 2–0 | 5–0      | 2012-es eb-selejtező |
| 5.  | 2011. szeptember 2. | Estadi Comunal d’Andorra la Vella, Andorra la Vella, Andorra | 24              | Andorra                 | 3–0 | 3–0      | 2012-es eb-selejtező |
| 6.  | 2011. szeptember 6. | Štadión pod Dubňom, Zsolna, Szlovákia                        | 25              | Szlovákia               | 2–0 | 4–0      | 2012-es eb-selejtező |
| 7.  | 2011. október 7.    | Vazgen Sargsyan Republican Stadium, Jereván, Örményország    | 26              | Észak-Macedónia         | 3–1 | 4–1      | 2012-es eb-selejtező |
| 8.  | 2011. október 11.   | Aviva Stadion, Dublin, Írország                              | 27              | Írország                | 1–2 | 1–2      | 2012-es eb-selejtező |
| 9.  | 2012. október 12.   | Vazgen Sargsyan Republican Stadium, Jereván, Örményország    | 34              | Olaszország             | 1–1 | 1–3      | 2014-es vb-selejtező |
| 10. | 2012. november 14.  | Vazgen Sargsyan Republican Stadium, Jereván, Örményország    | 35              | Litvánia                | 3–0 | 4–2      | Barátságos mérkőzés  |
| 11. | 2013. június 11.    | Parken Stadion, Koppenhága, Dánia                            | 39              | Dánia                   | 4–0 | 4–0      | 2014-es vb-selejtező |
| 12. | 2013. október 15.   | San Paolo Stadion, Nápoly, Olaszország                       | 43              | Olaszország             | 2–1 | 2–2      | 2014-es vb-selejtező |
| 13. | 2014. május 27.     | Stade de la Fontenette, Carouge, Svájc                       | 45              | Egyesült Arab Emírségek | 2–1 | 4–3      | Barátságos mérkőzés  |
| 14. | 2014. május 27.     | Stade de la Fontenette, Carouge, Svájc                       | 45              | Egyesült Arab Emírségek | 3–2 | 4–3      | Barátságos mérkőzés  |
| 15. | 2014. június 6.     | Opel Arena, Mainz, Németország                               | 47              | Németország             | 1–1 | 1–6      | Barátságos mérkőzés  |
| 16. | 2014. szeptember 7. | Parken Stadion, Koppenhága, Dánia                            | 49              | Dánia                   | 1–0 | 1–2      | 2016-os eb-selejtező |
| 17. | 2016. május 29.     | StubHub Center, Los Angeles, Egyesült Államok                | 58              | Guatemala               | 1–1 | 7–1      | Barátságos mérkőzés  |
| 18. | 2016. május 29.     | StubHub Center, Los Angeles, Egyesült Államok                | 58              | Guatemala               | 4–1 | 7–1      | Barátságos mérkőzés  |
| 19. | 2016. május 29.     | StubHub Center, Los Angeles, Egyesült Államok                | 58              | Guatemala               | 5–1 | 7–1      | Barátságos mérkőzés  |
| 20. | 2017. március 26.   | Vazgen Sargsyan Republican Stadium, Jereván, Örményország    | 62              | Kazahsztán              | 1–0 | 2–0      | 2018-as vb-selejtező |
| 21. | 2017. június 4      | Vazgen Sargsyan Republican Stadium, Jereván, Örményország    | 63              | Saint Kitts és Nevis    | 2–0 | 5–0      | Barátságos mérkőzés  |
| 22. | 2017. június 4      | Vazgen Sargsyan Republican Stadium, Jereván, Örményország    | 63              | Saint Kitts és Nevis    | 3–0 | 5–0      | Barátságos mérkőzés  |
| 23. | 2017. október 8.    | Astana Arena, Asztana, Kazahsztán                            | 68              | Kazahsztán              | 1–0 | 1–1      | 2018-as vb-selejtező |
| 24. | 2017. november 9.   | Vazgen Sargsyan Republican Stadium, Jereván, Örményország    | 69              | Fehéroroszország        | 2–0 | 4–1      | Barátságos mérkőzés  |
| 25. | 2017. november 13.  | Vazgen Sargsyan Republican Stadium, Jereván, Örményország    | 70              | Ciprus                  | 3–1 | 3–2      | Barátságos mérkőzés  |
| 26. | 2018. október 16.   | Vazgen Sargsyan Republican Stadium, Jereván, Örményország    | 78              | Észak-Macedónia         | 4–0 | 4–0      | UEFA Nemzetek Ligája |
| 27. | 2019. március 23.   | Stadion Grbavica, Szarajevó, Bosznia-Hercegovina             | 81              | Bosznia-Hercegovina     | 1–2 | 1–2      | 2020-as Eb-selejtező |